# Évolution du Collège cardinalice sous le pontificat de Pie VII
Cet article présente les évolutions au sein du Sacré Collège ou collège des cardinaux au cours du pontificat du pape Pie VII, depuis l'ouverture du conclave qui l'a élu, à Venise, le 1er décembre 1799, jusqu'à sa mort, le 20 août 1823.

## Évolution numérique au cours du pontificat
| Date       | Évènement                                                                                  | Pays | Total |
| ---------- | ------------------------------------------------------------------------------------------ | ---- | ----- |
| 30/11/1799 | Cardiaux au moment du Conclave de 1799-1800                                                |      | 45    |
| 14/03/1800 | Élection papale du cardinal Barnaba Niccolò Maria Luigi Chiaramonti sous le nom de Pie VII |      | 44    |
| 08/04/1800 | Décès du cardinal Andrea Gioannetti                                                        |      | 43    |
| 13/07/1800 | Décès du cardinal Giovanni Battista Bussi de Pretis                                        |      | 42    |
| 11/08/1800 | Consistoire : création de 2 cardinaux                                                      |      | 44    |
| 23/09/1800 | Décès du cardinal Dominique de La Rochefoucauld                                            |      | 43    |
| 20/10/1800 | Consistoire : création d'un cardinal                                                       |      | 44    |
| 27/10/1800 | Décès du cardinal Vincenzo Ranuzzi                                                         |      | 43    |
| 23/02/1801 | Consistoire : création de 13 cardinaux et de 11 cardinaux in pectore                       |      | 67    |
| 28/09/1801 | Consistoire : révélation de 3 cardinaux in pectore                                         |      | 67    |
| 13/12/1801 | Décès du cardinal Muzio Gallo                                                              |      | 66    |
| 19/12/1801 | Décès du cardinal Francesco Saverio de Zelada                                              |      | 65    |
| 28/12/1801 | Décès du cardinal Giovanni Rinuccini                                                       |      | 64    |
| 31/12/1801 | Décès du cardinal Giuseppe Maria Capece Zurlo                                              |      | 63    |
| 29/03/1802 | Consistoire : révélation de 2 cardinaux in pectore                                         |      | 63    |
| 13/04/1802 | Décès du cardinal Francesco Mantica                                                        |      | 62    |
| 01/07/1802 | Décès du cardinal Carlo Livizzani Forni                                                    |      | 61    |
| 09/08/1802 | Consistoire : création d'un cardinal et révélation de 2 cardinaux in pectore               |      | 62    |
| 12/08/1802 | Décès du cardinal Hyacinthe-Sigismond Gerdil                                               |      | 61    |
| 29/09/1802 | Décès du cardinal Michelangelo Luchi                                                       |      | 60    |
| 07/12/1802 | Décès du cardinal Carlo Giuseppe Filippa della Martiniana                                  |      | 59    |
| 17/01/1803 | Consistoire : création de 7 cardinaux et révélation de 3 cardinaux in pectore              |      | 66    |
| 05/02/1803 | Décès du cardinal Domenico Pignatelli di Belmonte                                          |      | 65    |
| 17/02/1803 | Décès du cardinal Louis-René de Rohan                                                      |      | 64    |
| 14/04/1803 | Décès du cardinal Christoph Bartholomäus Anton Migazzi                                     |      | 63    |
| 16/05/1803 | Consistoire : création d'un cardinal et d'un cardinal in pectore                           |      | 65    |
| 11/07/1803 | Consistoire : création de 2 cardinaux et révélation d'un cardinal in pectore               |      | 67    |
| 12/08/1803 | Décès du cardinal Ignazio Busca                                                            |      | 66    |
| 06/09/1803 | Décès du cardinal Miguel Carlos José de Noronha e Abranches                                |      | 65    |
| 15/09/1803 | Décès du cardinal Giovanni Francesco Albani                                                |      | 64    |
| 17/12/1803 | Décès du cardinal Pietro Antonio Zorzi                                                     |      | 63    |
| 29/02/1804 | Décès du cardinal Ludovico Flangini Giovanelli                                             |      | 62    |
| 26/03/1804 | Consistoire : création d'un cardinal                                                       |      | 63    |
| 14/04/1804 | Décès du cardinal Francisco Antonio de Lorenzana y Butrón                                  |      | 62    |
| 01/06/1804 | Décès du cardinal Franziskus von Paula Herzan von Harras                                   |      | 61    |
| 11/06/1804 | Décès du cardinal Jean-Henri de Frankenberg                                                |      | 60    |
| 22/08/1804 | Décès du cardinal Jean de Dieu-Raymond de Boisgelin de Cucé                                |      | 59    |
| 23/11/1804 | Décès du cardinal Stefano Borgia                                                           |      | 58    |
| 05/11/1805 | Décès du cardinal Giovanni Andrea Archetti                                                 |      | 57    |
| 14/04/1806 | Décès du cardinal Antonio de Sentmenat y Castellá                                          |      | 56    |
| 05/07/1807 | Décès du cardinal Diego Gregorio Cadello                                                   |      | 55    |
| 13/07/1807 | Décès du cardinal Henri Benoît Stuart                                                      |      | 54    |
| 12/08/1807 | Décès du cardinal Bernardino Honorati                                                      |      | 53    |
| 24/08/1807 | Consistoire : création d'un cardinal in pectore                                            |      | 54    |
| 27/08/1807 | Décès du cardinal Guido Calcagnini                                                         |      | 53    |
| 10/06/1808 | Décès du cardinal Jean-Baptiste de Belloy                                                  |      | 52    |
| 17/06/1808 | Décès du cardinal Louis-Joseph de Montmorency-Laval                                        |      | 51    |
| 09/08/1808 | Décès du cardinal Carlo Bellisomi                                                          |      | 50    |
| 29/12/1808 | Décès du cardinal Luigi Valenti Gonzaga                                                    |      | 49    |
| 13/05/1809 | Décès du cardinal Valentino Mastrozzi                                                      |      | 48    |
| 23/06/1809 | Décès du cardinal Luigi Gazzoli                                                            |      | 47    |
| 21/06/1810 | Décès du cardinal Giovanni Battista Caprara                                                |      | 46    |
| 28/08/1810 | Décès du cardinal Filippo Carandini                                                        |      | 45    |
| 23/01/1811 | Décès du cardinal Leonardo Antonelli                                                       |      | 44    |
| 13/02/1811 | Décès du cardinal Francesco Maria Locatelli                                                |      | 43    |
| 20/03/1811 | Décès du cardinal Charles Erskine de Kellie                                                |      | 42    |
| 21/03/1811 | Décès du cardinal Ippolito-Antonio Vincenti-Mareri                                         |      | 41    |
| 12/09/1811 | Décès du cardinal Antonin Theodor Hrabe Colloredo-Waldsee                                  |      | 40    |
| 09/10/1811 | Décès du cardinal Filippo Casoni                                                           |      | 39    |
| 05/09/1812 | Décès du cardinal Girolamo Della Porta                                                     |      | 38    |
| 06/09/1812 | Décès du cardinal Aurelio Roverella                                                        |      | 37    |
| 02/05/1813 | Décès du cardinal Antonio Despuig y Dameto                                                 |      | 36    |
| 09/01/1815 | Décès du cardinal Giovanni Castiglione (1742-1815)                                         |      | 35    |
| 14/08/1815 | Décès du cardinal Francesco Maria Pignatelli                                               |      | 34    |
| 08/02/1816 | Décès du cardinal Giuseppe Maria Doria Pamphilj                                            |      | 33    |
| 08/03/1816 | Consistoire : création de 21 cardinaux et de 10 cardinaux in pectore                       |      | 64    |
| 22/07/1816 | Consistoire : révélation de 5 cardinaux in pectore                                         |      | 64    |
| 23/09/1816 | Consistoire : création de 4 cardinaux et révélation d'un cardinal in pectore               |      | 68    |
| 03/11/1816 | Décès du cardinal Ferdinando Maria Saluzzo                                                 |      | 67    |
| 10/01/1817 | Décès du cardinal Lorenzo Caleppi                                                          |      | 66    |
| 30/04/1817 | Décès du cardinal Romoaldo Braschi-Onesti                                                  |      | 65    |
| 10/05/1817 | Décès du cardinal Jean-Sifrein Maury                                                       |      | 64    |
| 28/07/1817 | Consistoire : création de 3 cardinaux et révélation de 2 cardinaux in pectore              |      | 67    |
| 01/10/1817 | Consistoire : création d'un cardinal et révélation d'un cardinal in pectore                |      | 68    |
| 23/10/1817 | Décès du cardinal Antonio Lante Montefeltro della Rovere                                   |      | 67    |
| 02/01/1818 | Décès du cardinal Camillo de Simone                                                        |      | 66    |
| 19/01/1818 | Décès du cardinal Carlo Crivelli                                                           |      | 65    |
| 11/02/1818 | Décès du cardinal José Francisco de Mendoça Valdereis                                      |      | 64    |
| 27/03/1818 | Décès du cardinal Pedro Benito Antonio Quevedo y Quintano                                  |      | 63    |
| 06/04/1818 | Consistoire : création d'un cardinal et révélation de 2 cardinaux in pectore               |      | 64    |
| 14/07/1818 | Décès du cardinal Alessandro Lante Montefeltro della Rovere                                |      | 63    |
| 27/07/1818 | Décès du cardinal Alphonse-Hubert de Latier de Bayane                                      |      | 62    |
| 11/08/1818 | Décès du cardinal Lorenzo Prospero Bottini                                                 |      | 61    |
| 20/09/1818 | Décès du cardinal Francesco Carafa della Spina di Traetto                                  |      | 60    |
| 19/10/1818 | Décès du cardinal Antonio Dugnani                                                          |      | 59    |
| 24/10/1818 | Décès du cardinal Étienne-Hubert de Cambacérès                                             |      | 58    |
| 20/01/1819 | Décès du cardinal Maria-Thaddeus von Trauttsmandorff Weinsberg                             |      | 57    |
| 04/06/1819 | Consistoire : création d'un cardinal                                                       |      | 58    |
| 21/07/1819 | Décès du cardinal Giovanni Battista Zauli                                                  |      | 57    |
| 12/09/1819 | Décès du cardinal Alessandro Malvassia                                                     |      | 56    |
| 27/09/1819 | Consistoire : création de 2 cardinaux                                                      |      | 58    |
| 06/10/1819 | Décès du cardinal Giovanni Filippo Gallarati Scotti                                        |      | 57    |
| 24/01/1820 | Décès du cardinal Diego Innico Caracciolo                                                  |      | 56    |
| 27/01/1820 | Décès du cardinal Francisco Antonio Javier de Gardoqui Arriquibar                          |      | 55    |
| 10/02/1820 | Décès du cardinal Francisco Antonio Cebrián y Valda                                        |      | 54    |
| 20/04/1820 | Décès du cardinal Alessandro Mattei                                                        |      | 53    |
| 01/05/1820 | Décès du cardinal Lorenzo Litta                                                            |      | 52    |
| 15/09/1820 | Décès du cardinal Giovanni Battista Quarantotti                                            |      | 51    |
| 31/01/1821 | Décès du cardinal Antonio Maria Doria Pamphilj                                             |      | 50    |
| 21/06/1821 | Décès du cardinal César-Guillaume de La Luzerne                                            |      | 49    |
| 02/07/1821 | Décès du cardinal Michele Di Pietro                                                        |      | 48    |
| 20/10/1821 | Décès du cardinal Alexandre-Angélique de Talleyrand-Périgord                               |      | 47    |
| 19/03/1822 | Décès du cardinal Francesco Fontana                                                        |      | 46    |
| 19/04/1822 | Décès du cardinal Franziskus Xavier von Salm-Reifferscheldt                                |      | 45    |
| 31/08/1822 | Décès du cardinal Nicola Riganti                                                           |      | 44    |
| 06/09/1822 | Décès du cardinal Carlo Andrea Pelagallo                                                   |      | 43    |
| 26/09/1822 | Décès du cardinal Giulio Gabrielli                                                         |      | 42    |
| 02/12/1822 | Consistoire : création d'un cardinal                                                       |      | 43    |
| 10/03/1823 | Consistoire : création de 12 cardinaux et d'un cardinal in pectore                         |      | 55    |
| 19/03/1823 | Décès du cardinal Louis Marie de Bourbon                                                   |      | 54    |
| 13/04/1823 | Décès du cardinal Antonio Felice Zondadari                                                 |      | 53    |
| 16/05/1823 | Consistoire : création d'un cardinal et révélation d'un cardinal in pectore                |      | 54    |
| 20/08/1823 | Décès du pape Pie VII                                                                      |      | 53    |